# Томмэ, Михаил Фёдорович
Михаил Фёдорович Томмэ (1 ноября 1896, Чисти, Тверская губерния — 3 июня 1977) — российский учёный, специалист в области кормления сельскохозяйственных животных. Член-корреспондент ВАСХНИЛ (1958).

## Биография
Родился в селе Чисти (ныне — в Молоковском районе Тверской области). В 1924 году окончил Московский высший зоотехнический институт.
Сотрудник кафедры кормления (1924—1925), аспирант (1925—1929), доцент (1929) Московского высшего зоотехнического института. В 1925 и 1929—1930 годах стажировался в Дании и США.
В 1930—1932 годы заведовал кафедрой кормления Московского института молочного скотоводства; в 1932—1937 — профессор Коммунистического университета им. Я. М. Свердлова. В последующем работал во ВНИИ животноводства (1933—1941), ВНИИ каракулеводства (Самарканд, 1941—1942 — заведующий отделом), ВНИИ мясной промышленности (1943—1945 — заведующий лабораторией), ВНИИ животноводства (1945—1976 — заведующий отделом, 1976—1977 — старший научный сотрудник).

## Научная деятельность
Доктор сельскохозяйственных наук (1945), профессор (1946); член-корреспондент ВАСХНИЛ (1958), член-корреспондент Немецкой академии сельскохозяйственных наук (1957). Почётный доктор аграрных наук Ростокского университета (Германия).
Основные направления исследований:
- изучение состава и питательности кормов;
- разработка норм кормления и рационов по белковому, минеральному, витаминному питанию;
- изучение аминокислот небелковых азотных соединений;
- обмен веществ и энергии в животном организме;
- переваримость кормов.

Достижения:
- разработал схему комплексной оценки питательности кормов и методику оценки общей питательности кормов для молочных коров, свиней и овец;
- разработал нормы кормления племенных быков;
- уточнил нормы кальция и фосфора для крупного рогатого скота;
- дал физиологическое обоснование норм кормления взрослых овец.

Его учебники по кормлению сельскохозяйственных животных переиздавались 62 раза.

### Избранные труды
- Подготовка кормов к скармливанию и повышение их питательности. — М.: Сельхозгиз, 1942. — 74 с.
- Кормление сельскохозяйственных животных: Учеб. для техникумов. — 4-е изд. — М.: Сельхозгиз, 1945. — 381 с.
- Минеральный состав кормов / Соавт.: О. И. Ксанфонуло, Н. М. Сементовская; ВИЖ. — М.: Сельхозгиз, 1948. — 254 с.
- Общая зоотехния: Учеб. для зоотехн. техникумов / Соавт. Е. А. Новиков. — М.: Сельхозгиз, 1954. — 528 с.
- Корма СССР: Состав и питательность. — 4-е изд. — М.: Колос, 1964. — 448 с.
- Аминокислотный состав кормов / Соавт. Р. Ф. Мартыненко; ВИЖ. — М.: Колос, 1972. — 288 с.

## Награды
- орден «Знак Почёта» (1949)
- два ордена Трудового Красного Знамени (1950, 1954)
- орден Ленина (1966)
- Заслуженный деятель науки РСФСР (1973)
- орден Октябрьской Революции (1976)
- медали СССР
- медали ВДНХ[1].